# Smittia guamensis
Smittia guamensis är en tvåvingeart som först beskrevs av Tokunaga 1964.  Smittia guamensis ingår i släktet Smittia och familjen fjädermyggor.
Artens utbredningsområde är Guam. Inga underarter finns listade i Catalogue of Life.